# Macrocranion
Macrocranion és un gènere extint d'eulipotifles de la família dels amfilemúrids (o, segons altres classificacions, dels adapisorícids) que visqueren a Europa i Nord-amèrica durant l'Eocè. Se n'han trobat fòssils excepcionals al jaciment de Messel (Alemanya). Les espècies de Macrocranion sovint s'han descrit com a depredadors que es movien pel sòl del bosc. La seva mida era similar a la d'un esquirol petit, però amb les extremitats més llargues.
El gènere és representat per dues espècies al jaciment de Messel.
M. tupaiodon tenia el pelatge llanós, sense espines. Encara que possiblement era omnívor, les restes fòssils indiquen que l'espècimen havia menjat peix poc abans de morir. Aquest petit animal tenia una llargada d'aproximadament 15 cm, amb potes posteriors llargues que li permetien moure's a alta velocitat.
M. tenerum feia 5 cm de llargada. Aquesta espècie també tenia les potes llargues per a moure's ràpidament, però el seu pelatge tenia espines protectores. Tanmateix, les potes llargues no li haurien permès enrotllar-se en forma de bola per a defensar-se. Les restes estomacals fossilitzades indiquen que la dieta de M. tenerum incloïa formigues, així que podria haver estat un insectívor.
Les espècies més antigues són M. vandebroeki, de la transició Paleocè-Eocè del nord d'Europa, i M. junnei del Wasatchià (Eocè inferior) de Wyoming.